# Скшинсько
Скшинсько (пол. Skrzyńsko) — село в Польщі, у гміні Пшисуха Пшисуського повіту Мазовецького воєводства.
Населення — 1148 осіб (2011).
У 1975-1998 роках село належало до Радомського воєводства.

## Демографія
Демографічна структура станом на 31 березня 2011 року:
|          | Загалом | Допрацездатний вік | Працездатний вік | Постпрацездатний вік |
| -------- | ------- | ------------------ | ---------------- | -------------------- |
| Чоловіки | 560     | 114                | 394              | 52                   |
| Жінки    | 588     | 112                | 349              | 127                  |
| Разом    | 1148    | 226                | 743              | 179                  |